# Avril 1894

## Événements

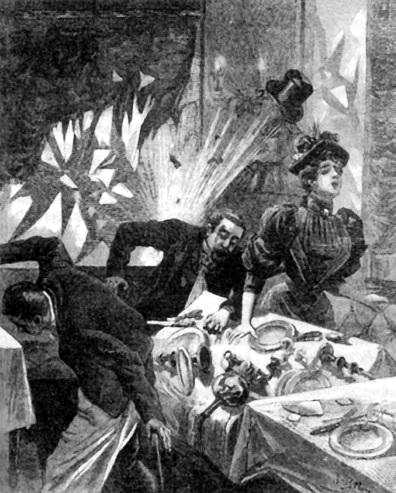
4 avril : une bombe explose au restaurant Foyot à Paris

- Avril - mai : procès des Mémorandistes roumains à Cluj. Condamnation des leaders à la prison et interdiction du Parti national roumain.

- 4 avril : une bombe explose au restaurant Foyot à Paris[1].
- 11 avril : protectorat britannique sur le Bouganda.
  - Grâce à l’intervention des Britanniques, le Toro (Ouganda) et le Bouganda peuvent annexer une grande partie du Bounyoro.

## Naissances
- 3 avril : Paul O'Montis, humoriste et chanteur allemand  († 17 juillet 1940).
- 5 avril : Hans Hüttig, officier SS († 23 février 1980).
- 6 avril : Gertrude Baines, doyenne de l’humanité du 2 janvier 2009 au 11 septembre 2009 († 11 septembre 2009).
- 10 avril : 
  - Ben Nicholson, peintre britannique († 6 février 1982).
  - Ivan Strod, officier russe († 19 août 1937).
- 15 avril : Bessie Smith, chanteuse de blues américaine († 26 septembre 1937).
- 22 avril : Mariano Montes, matador espagnol († 13 juin 1926).
- 26 avril : Rudolf Hess, dignitaire de l'Allemagne nazie († 17 août 1987).
- 27 avril : Marcel Gimond, sculpteur français († 13 octobre 1961).

## Décès
- 10 avril : Victor Angerer, photographe austro-hongrois (° 3 octobre 1839)

- 16 avril : Joseph-Charles Taché, écrivain et politicien.